# Portada/efemèride juliol 3
Els Beatles l'any 1965.
« 2 de juliol · 3 de juliol · 4 de juliol »